# Björn Hübner-Fehrer
Björn Hübner-Fehrer (Tauberbischofsheim, 22 gennaio 1986) è uno schermidore tedesco.

## Biografia
Ha conquistato una medaglia di bronzo nel 2009 nella gara di sciabola individuale.

## Palmarès
In carriera ha conseguito i seguenti risultati:
- Europei di scherma

Plovdiv 2009: bronzo nella sciabola individuale.
Lipsia 2010: bronzo nella sciabola a squadra.
Sheffield 2011: argento nella sciabola a squadre.
Düsseldorf 2019: oro nella sciabola a squadre.